# 聯名款

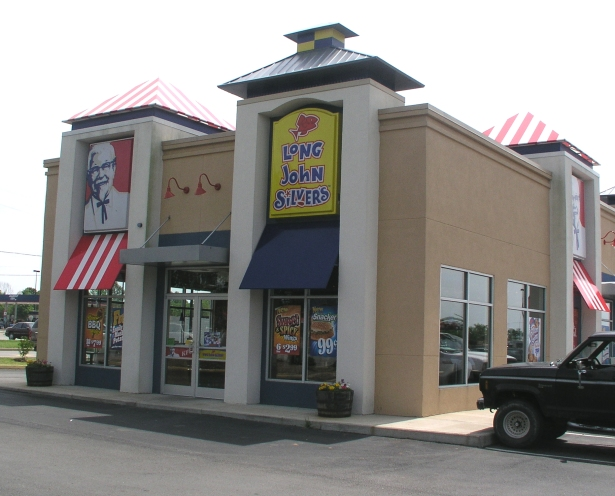
肯德基和海客滋的品牌結合餐廳

聯名，香港通稱聯乘或crossover，是一种营销战略，指单一产品或服务上出現多个品牌的名称。这样做的目的是通過结合两个品牌的力量，以增加消费者的購買慾望，同時還使产品或服务更不易被其他自有品牌制造商复制。